# Fabio Capello
Fabio Capello (født 18. juni 1946 i San Canzian d'lorzo, Gorizia) er en italiensk tidligere fodboldspiller og -træner.
Fabio gjorde sin debut som forsvarspiller hos det italienske fodboldhold SPAL i 1964, han blev hurtigt en fremrangende fodboldspiller og i 1970 blev han solgt til det italienske storhold Juventus. Hos Juventus kom han bl.a. til at spille sammen med Michel Platini, Marco Tardelli og mange andre kendte fodboldspillere. Men tiden hos Juventus blev for ensformet for Fabio og han ønskede at blive solgt til en anden klub, heldigvis stod AC Milan klar til at købe den stærke forsvarspiller. Capello stoppede spillede for Milan, som blev hans sidste klub. Hos Juventus og Milan vandt han tilsammen 9 scudetto (Serie A titler) og 6 Coppa Italia-pokaler. Fabio formåede også at spille på det Italienske Fodboldlandshold, hvor han især huskes for at score det afgørende mål mod England på Wembley.
I 1989 begyndte Fabio som manager og hans første job blev hos AC Milan, som han ledte til rigdom og berømmelse, specielt fordi at Fabio ledte Milan til fem scudetto og holdet blev kendt som "the invicibles" eller de uovervindelige på dansk. Milan formåede at vinde 58 kampe uden en eneste uafgjort eller tabt kamp, indtil de tabte 1-0 på hjemmebane til Parma. I 1994 vandt Milan UEFA Champions League med 4-0 over Barcelona, og det var Capello der stod ved roret hos Milan. Fabio rejste fra Milan i 1995 og drog til Real Madrid, hvor han ledte holdet til et mesterskab, men det var ikke lige sagen for italieneren så Capello drog tilbage til Milan og først i 1999 drog han væk. Det nye hold blev AS Roma som han ledte til en scudetto-sejr i 2001, men den næste sæson gik i godt for Roma. Capello og den store fodboldspiller Fransesco Totti kom nærmest "op og slås", og Capello blev adskillige gange anklaget for at kun bruge de bedste spillere på holdet og lade de nye sættes tilbage, en handling der ikke huede Totti og Romas bestyrelse.
I 2003 drog Fabio Capello til sin gamle storklub Juventus, som søgte en træner. Capello fik jobbet og ledte holdet til 2 scudettoer, 2004/2005 og 2005/2006. Men siden Juventus blev anklaget for aftalt spil i den italienske fodboldskandale og i juni 2006 drog Fabio væk fra Juventus for at lede Real Madrid som træner. I sin første tid var Capello udsat for hård kritik på grund af dårlige resultater, men fordi FC Barcelona ikke formåede at udnytte Real Madrids dårlige periode, lykkedes det alligevel Capello og Madrid at hive La Liga-titlen i hus. Bestyrelsen i Real Madrid havde dog allerede på forhånd bestemt, at Capello ikke var fremtidens mand, hvorfor han 11 dage efter sejren blev fyret.
Den 14. december 2007 blev Capello udpeget som træner for det engelske landshold, hvor han ligeledes afslørede at dette vil være hans sidste trænergerning.